# Axel Tuanzebe
Axel Tuanzebe, né le 14 novembre 1997 à Bunia (RD Congo), est un footballeur international congolais qui évolue au poste de défenseur central à Burnley FC.

## Biographie

### En club
Formé à Manchester United, Axel Tuanzebe prend part à son premier match au niveau professionnel en entrant en cours de jeu face à Wigan Athletic en Coupe d'Angleterre le 29 janvier 2017. Quelques jours plus tard, il signe un nouveau contrat de trois ans (plus une saison supplémentaire) avec les Red Devils.
Le 7 mai 2017, Tuanzebe est titularisé pour la première fois avec son club formateur à l'occasion de match de Premier League contre Arsenal (défaite 2-0). Le 5 décembre suivant, il dispute sa première rencontre de Ligue des champions contre le CSKA Moscou (victoire 2-1).
Le 25 janvier 2018, le défenseur anglais est prêté à Aston Villa jusqu'à la fin de la saison. Le 3 février suivant, il participe à sa première rencontre avec les Villans lors d'un match de Championship face à Burton Albion (victoire 3-2). Il joue cinq matchs avant de se blesser à la cheville contre Cardiff City le 10 avril 2018 et de retourner à MU à l'issue de la saison.
Le 6 août 2018, Tuanzebe est de nouveau prêté à Aston Villa, cette fois pour une durée d'une saison. Il joue trente matchs et Villa est promu en Premier League à l'issue de la saison.
Il dispute vingt-neuf matchs toutes compétitions confondues sous le maillot de Manchester United lors des saisons 2019-2020 et 2020-2021. Le 8 août 2021, Tuanzebe est de nouveau prêté à Aston Villa pour une saison après avoir prolongé jusqu'en 2023 avec Manchester United.
Le 8 janvier 2022, il est prêté jusqu'à la fin de la saison sans option d'achat au SCC Naples. Après un début de saison où il n'a joué aucun match avec Manchester United, il est prêté à Stoke City pour finir la saison. Le 16 juin 2023 après un prêt à Stoke City où il n'aura joué que 5 matchs, Manchester United annonce que le contrat de Tuanzebe ne sera pas renouvelé et quitte donc son club formateur libre.

### En sélection
Le 10 novembre 2017, le défenseur fait ses débuts avec l'équipe d'Angleterre espoirs lors d'un match comptant pour les éliminatoires du championnat d'Europe espoirs 2019 contre l'Ukraine (victoire 0-2).
Courtisé pendant plusieurs années par son pays d'origine et natal la RDC, il finit par faire ses débuts avec les Léopards le 6 juin 2024 à l'occasion de la rencontre face au Sénégal (1-1) pour les qualifications de la Coupe du monde 2026.

## Statistiques
| Saison                | Club                  | Championnat           | Championnat | Championnat | Coupe nationale | Coupe nationale | Coupe de la Ligue | Coupe de la Ligue | Compétition(s) continentale(s) | Compétition(s) continentale(s) | Compétition(s) continentale(s) | Play-offs | Play-offs | Total | Total |
| Saison                | Club                  | Division              | M.          | B.          | M.              | B.              | M.                | B.                | Comp.                          | M.                             | B.                             | M.        | B.        | M.    | B.    |
| 2016-2017             | Manchester United     | Premier League        | 4           | 0           | 1               | 0               | -                 | -                 | -                              | -                              | -                              | -         | -         | 5     | 0     |
| 2017-2018             | Manchester United     | Premier League        | 1           | 0           | -               | -               | 1                 | 0                 | C1                             | 1                              | 0                              | -         | -         | 3     | 0     |
| 2019-2020             | Manchester United     | Premier League        | 5           | 0           | -               | -               | 2                 | 0                 | C3                             | 3                              | 0                              | -         | -         | 10    | 0     |
| 2020-2021             | Manchester United     | Premier League        | 9           | 0           | 1               | 0               | 1                 | 0                 | C1+C3                          | 5+3                            | 0+0                            | -         | -         | 19    | 0     |
| Sous-total            | Sous-total            | Sous-total            | 19          | 0           | 2               | 0               | 4                 | 0                 | -                              | 12                             | 0                              | -         | -         | 37    | 0     |
| 2017-2018             | Aston Villa (prêt)    | Championship          | 5           | 0           | -               | -               | -                 | -                 | -                              | -                              | -                              | -         | -         | 5     | 0     |
| 2018-2019             | Aston Villa (prêt)    | Championship          | 25          | 0           | -               | -               | 2                 | 0                 | -                              | -                              | -                              | 3         | 0         | 30    | 0     |
| 2021-2022             | Aston Villa (prêt)    | Premier League        | 9           | 0           | -               | -               | 2                 | 0                 | -                              | -                              | -                              | -         | -         | 11    | 0     |
| Sous-total            | Sous-total            | Sous-total            | 39          | 0           | -               | -               | 4                 | 0                 | -                              | -                              | -                              | 3         | 0         | 46    | 0     |
| 2021-2022             | SSC Naples (prêt)     | Serie A               | 1           | 0           | 1               | 0               | -                 | -                 | -                              | -                              | -                              | -         | -         | 2     | 0     |
| 2022-2023             | Stoke City (prêt)     | Championship          | 4           | 0           | 1               | 0               | -                 | -                 | -                              | -                              | -                              | -         | -         | 5     | 0     |
| Sous-total            | Sous-total            | Sous-total            | 5           | 0           | 2               | 0               | -                 | -                 | -                              | -                              | -                              | -         | -         | 7     | 0     |
| 2023-2024             | Ipswich Town          | Championship          | 19          | 0           | 2               | 1               | 1                 | 0                 | -                              | -                              | -                              | -         | -         | 22    | 1     |
| 2024-2025             | Ipswich Town          | Premier League        | 14          | 0           | 1               | 0               | -                 | -                 | -                              | -                              | -                              | -         | -         | 15    | 0     |
| Sous-total            | Sous-total            | Sous-total            | 33          | 0           | 3               | 1               | 1                 | 0                 | -                              | -                              | -                              | -         | -         | 37    | 1     |
| Total sur la carrière | Total sur la carrière | Total sur la carrière | 96          | 0           | 7               | 1               | 9                 | 0                 | -                              | 12                             | 0                              | 3         | 0         | 127   | 1     |

## Palmarès

### En club
- Manchester United
  - Vice-champion d'Angleterre en 2021.
  - Finaliste de la Ligue Europa en 2021.

- Ipswich Town
  - Vice-champion d'Angleterre de deuxième division en 2024.